# David Starbrook
David Colin Starbrook (Croydon, 9 agosto 1945) è un ex judoka britannico.

## Palmarès
- Giochi olimpici

Monaco di Baviera 1972: argento nei −93 kg.
Montreal 1976: bronzo nei −93 kg.
- Mondiali

Ludwigshafen am Rhein 1971: bronzo nei −80 kg.
Losanna 1973: bronzo nei −93 kg.
- Europei

Madrid 1973: argento nei −93 kg.
Londra 1974: bronzo nei −93 kg.
Lione 1975: bronzo nei −93 kg.